# Karl Dietrich Eberhard König
Pour les articles homonymes, voir König et Karl König.
Karl Dietrich Eberhard König ou Karl Koenig (nom mal anglicisé en Charles Konig) est un naturaliste allemand, né en 1774 et mort le 6 septembre 1851.

## Biographie
Il anglicise son nom lorsqu’il devient l’assistant de George Kearsley Shaw (1751-1813) au British Museum en 1806.
Il commence par réaliser le catalogue de la collection de minéraux. En 1813, il succède à Shaw comme conservateur du département d’histoire naturelle. Lorsque celui-ci est subdivisé en trois branches, il reçoit celle concernant la minéralogie et la géologie.
En 1818, il publie un mémoire dans lequel il évoque des études de cailloux de part et d'autre de l'Atlantique, montrant que l'Afrique et l'Amérique du Sud formaient probablement un même continent
Il est fait membre de la Royal Society en 1810.